# Romy Haag
Romy Haag (geboren als Eduard Frans Verbaarsschott) (Scheveningen, 1 januari 1948) is een actrice, danseres, zangeres en voormalige nachtclubeigenares, van Nederlandse afkomst, die hoofdzakelijk in Duitsland furore heeft gemaakt. Haar aangenomen achternaam verwijst nog naar haar geboorteplaats Den Haag. Begin jaren 80 liet zij haar sekse via een hormonale geslachtsaanpassing in overeenstemming brengen met de door haar van kindsbeen af beleefde (vrouwelijke) genderidentiteit. Sindsdien is zij officieel vrouw en koos ze de voornamen Eva Maria.

## De wijde wereld in
Reeds op 10-jarige leeftijd wist Eduard, dat hij "een meisje wilde zijn". Toen hij 13 jaar oud was begon hij - illegaal - vrouwelijke hormonen te slikken, om borstvorming te stimuleren. Op 14-jarige leeftijd liep Romy (officieel nog altijd een ‘hij’) van huis weg en vertrok ze naar Hamburg. Daar werkte ze als buikdanseres in een nachtclub op de Reeperbahn. Als zangeres maakte ze op 15-jarige leeftijd haar debuut in de Parijse nachtclub Alcazar. Ze trad op in dezelfde show als die van Josephine Baker. Ze kwam daar in de entourage van de Sjah van Perzië terecht en trad op als danseres tijdens een orgie in het Parijse hotel George-V, en later werd ze uitgenodigd in Teheran. Ze had een korte affaire met chansonnier Charles Aznavour, die alleen maar zijn eigen chansons wilde horen tijdens de liefdesdaad. Nadat een vriend haar appartement in brand had gestoken, vluchtte ze - bij gebrek aan geldige verblijfspapieren - als verstekeling op een boot naar de VS. Ze trad op in New York en Atlantic City. Ze ontmoette een nieuwe geliefde, een muzikant uit Berlijn.

## Chéz Romy Haag
Rond haar twintigste keerde Haag met haar nieuwe - Duitse - geliefde terug naar Europa en vestigde zich in het toenmalige West-Berlijn, waar ze in 1974 de deuren opende van haar roemruchte nachtclub annex travestie-theater Chéz Romy Haag. Die een keur aan wereldberoemde sterren als bezoekers trok: Freddie Mercury, Mick Jagger, Grace Jones, Lou Reed, Elton John, Iggy Pop en Bette Midler.
Vanaf 1976 woonde ze anderhalf jaar samen met de Engelse popster David Bowie, die in het reine trachtte te komen met zijn cocaïne-verslaving en zijn eigen genderdysforie. Eind jaren 70 scoorde ze een discohit met Superparadise.

## Films, muziek, shows en tv
In dezelfde periode was Haag ook geregeld te zien in Duitse bioscoopfilms zoals Hamburger Krankheit, Plastikfieber, Maskara en Zum Beispiel Otto Spalt.
Ze sloot haar nachtclub in 1981 om zich volledig te kunnen wijden aan nieuwe plaatopnamen, vele shows voor de Duitse televisie en aan de optredens in haar eigen show waarmee ze inmiddels theaters in het hele Duitse spraakgebied bereisde en ver daarbuiten. Van Tokyo tot Los Angeles, van Sydney tot Parijs. Maar nooit in haar geboorteland.
De enige keer dat zij in Nederland op televisie optrad was toen zij in 1982 werd uitgenodigd voor de live VPRO-uitzending Berlin-Amsterdam om, in het kader van het Holland Festival, het programma Die Neue Deutsche Welle te presenteren. Hierin traden een aantal door haar uitgekozen avant-gardistische popgroepen uit de Berliner Szene op, die de gelijknamige muziekstroming vertegenwoordigden, zoals Einstürzende Neubauten, Malaria!, Neonbabies en White Russia. Dit vond plaats vanuit het gebouw De Meervaart te Amsterdam dat voor de gelegenheid werd doorsneden met een natuurgetrouw nagebouwde Berlijnse Muur waar Haag uiteraard doorheen brak.

## Prijzen
In 1997 ontving zij tijdens het filmfestival van de Berlinale een speciale Teddy Award - een prijs, speciaal bedoeld ter onderscheiding van films met een homo- dan wel transseksuele achtergrond. In 2013 won zij de European Tolerance Award, die zij in ontvangst heeft genomen, gekleed in een regenboogvlag. In 2019 ontving zij in Osnabrück de Rosa Courage-prijs, "wegens haar ‘enorme betrokkenheid’ bij de lhbti-gemeenschap".

## Autobiografie
In 1999 verscheen van haar hand een autobiografisch boek, getiteld Eine Frau und mehr (Een vrouw, en méér), waarin zij onder meer haar leven en de kunstenaarsscene van de jaren 70 en haar vriendschap met Amanda Lear beschrijft.

## Trivia
- Van Romy Haag is de uitspraak: "De beste koks zijn mannen, de talentvolste ontwerpers zijn mannen, waarom zouden de mooiste vrouwen dan geen mannen zijn ?"
- De Duitse astronoom Felix Hormuth heeft een door hem op 29 januari 2009 ontdekte planetoïde Romy Haag genoemd. Officieel: Astroïde (305660) Romyhaag.[5]

## Oeuvre

### Muziekopnamen
- 1977: Tell! (Musical met Udo Lindenberg, Alexis Korner, Su Kramer en Jürgen Drews)
- 1977: Liege Samba (Telefunken)
- 1978: Superparadise (Philips)
- 1979: Showtime (Philips)
- 1979: Catch me (Aladin / EM)
- 1981: So bin Ich (Aladin / CBS)
- 1983: Flugblatt (Risiko)
- 1985: City in the Night (Constant)
- 1990: Süße Kirschen (Teldec)
- 1990: Rock n Roll Bitch (Black-Heart Records)
- 1992: Leben ist gleich Karneval (Black-Heart Records)
- 1993: Chaos in Einheit (Black-Heart Records)
- 1994: Toujours Retour (Ricca Records)
- 1996: Hexenkessel (Black-Heart Records)
- 1999: Cabaret Berlin (Ricca Records)
- 2000: So bin ich (Ricca Records, remastered)
- 2001: La Vie En Rose (Monopol Records)
- 2001: Balladen für Huren und Engel (Ricca Records)
- 2002: Memories are made of this (mystical hunters records)
- 2003: Reichtum (kraut records)
- 2004: Reichtum-Chill-Inn-Music (Meditation)
- 2005: Frauen, die ich nicht vergessen kann (Kraut records)
- 2010: Moving on (for music)

### Films
- 1977: Belcanto oder Darf eine Nutte schluchzen? (regie: Robert van Ackeren)
- 1979: Die Hamburger Krankheit (regie: Peter Fleischmann)
- 1979: Plastikfieber (regie: Helmut Wietz)

- 1987: Ossegg oder Die Wahrheit über Hänsel und Gretel (Regie: Thees Klahn)
- 1987: Mascara (regie: Patrick Conrad)
- 1988: Zum Beispiel Otto Spalt (regie: René Perraudin)
- 2014: Laura – Das Juwel von Stuttgart (regie: Rosa von Praunheim)

### Hoorspel
- 1978: Anthony J. Ingrassia: Berührungen – Regie: Götz Naleppa (Hörspiel (Kunstkopf) – RIAS Berlin/NDR)